# فرگشت کوانتومی
فرگشت کوانتومی (به انگلیسی: Quantum evolution)، بخشی از نظریه فرگشت چندآهنگ از جورج گیلورد سیمپسون است که برای توضیح پدیدار شدن سریع گروه‌های آرایه‌شناختی بالاتر در رکوردهای سنگواره‌ای پیشنهاد شده‌است. به گفته سیمپسون، نرخ فرگشت از گروهی به گروه دیگر و حتی در میان دودمان نزدیک متفاوت است. این نرخ‌های مختلف تغییر فرگشتی توسط سیمپسون به‌عنوان برادیتلیک (bradytelic) (آهنگ آهسته)، هوروتلیک (horotelic) (آهنگ میانی) و تاکیتلیک (tachytelic) (آهنگ سریع) تعیین شد.